# Anna Gottlieb
Maria Anna Josepha Francisca Gottlieb (Viena, 29 de abril de 1774 – 4 de febrero de 1856) fue una soprano austriaca. Fue la primera Pamina en la ópera La flauta mágica, de Mozart.
Nació en Viena, una de cuatro hermanas. Sus padres fueron actores, que trabajaron en la compañía de teatro alemán del Nationaltheater, y las cuatro hermanas fueron criadas dentro del trabajo familiar, trabajando como actrices desde niñas. Anna debutó en el Burgtheater a los cinco años de edad. Poco después de cumplir 12 años (1 de mayo de 1786), ella estrenó el papel de Barbarina en Las bodas de Fígaro de Mozart. A los quince, apareció en el papel de Amande en la ópera de Paul Wranitzky' Oberón, rey de los elfos. Esta producción presentó como intérprete principal a la soprano Josepha Hofer, quien era cuñada de Mozart y más tarde estrenó el papel de Reina de la Noche en La flauta mágica de Mozart. 
Cuando en 1789 el actor y empresario Emanuel Schikaneder hizo que su troupe fuera la compañía residente en el Theater auf der Wieden en Viena, Gottlieb se convirtió en una soprano en la compañía, cantando en diversos Singspiele. Cuando Mozart compuso La flauta mágica para la compañía de Schikaneder, eligió a Gottlieb, de 17 años de edad, para el papel principal de Pamina, el pináculo de su carrera.
En 1792 Gottlieb se trasladó al Theater in der Leopoldstadt, donde, durante los años 1803–17 bajo la dirección de Carl Friedrich Hensler, ella fue "pilar principal de la compañía" (New Grove). Apareció en una serie de obras paródicas, y fue admirada por su habilidd para satirizar a las sopranos operísticas, habiendo tenido una experiencia directa en ese ámbito ella misma. Su mayor éxito en el Leopoldstadt Theater fue en el papel de Hulda en la obra de Ferdinand Kauer Das Donauweibchen (1798). Su carrera se vio interrumpida entre 1809 y 1813 debido a las guerras napoleónicas, y cuando ella volvió al escenario su voz había declinado. Al envejecer, gradualmente cambió de papeles, convirtiéndose finalmente en una cantante de carácter, interpretando personajes de anciana.
En 1828 un nuevo director, Rudolf Steinkeller, asumió el control del Leopoldstadt Theater, y despidieron a su cantante en declive. No recibió ninguna pensión de su anterior empleador y se hundió en la pobreza, apelando en vano de vez en cuanto al Emperador para que le concediera una pensión. En 1842 contactó con un editor de periódicos, L. V. Frankl, presentándose como "la primera Pamina"; Frankl emprendió una campaña para reunir fondos que permitieron a Gottlieb visitar Salzburgo para el descubrimiento de un monumento a Mozart. Fue la última cantante viva en Viena que había conocido a Mozart.
La envejecida Gottlieb fue objeto de burla, más adelante, en las memorias de 1896 de Wilhelm Kuhe:
"[en la conmemoración de Mozart en el año 1842] allí entró una mujer muy alta, delgada y de aspecto excéntrico que de repente exclamó, como dirigiéndose al público, 'Yo soy la primera Pamina' ... parecía creer que ella merecía al menos una aclamación igual a Mozart para ser objeto de veneración universal".
Gottlieb, quien nunca se casó, murió en Viena a los 82 años de edad y fue enterrada el 6 de febrero de 1856 en el mismo cementerio que Mozart, el cementerio de San Marx en Viena.